# Fanai Lalchhuanmawia
Fanai Lalchhuanmawia (Lengpui, 14 aprile 1989) è un ex calciatore indiano, di ruolo difensore.

## Carriera

### Club
Col Bengaluru ha giocato una partita in AFC Champions League e 12 partite in AFC Cup.

## Statistiche

### Presenze e reti nei club
| Stagione        | Squadra           | Campionato      | Campionato | Campionato | Coppe nazionali | Coppe nazionali | Coppe nazionali | Coppe continentali | Coppe continentali | Coppe continentali | Altre coppe | Altre coppe | Altre coppe | Totale | Totale |
| Stagione        | Squadra           | Comp            | Pres       | Reti       | Comp            | Pres            | Reti            | Comp               | Pres               | Reti               | Comp        | Pres        | Reti        | Pres   | Reti   |
| --------------- | ----------------- | --------------- | ---------- | ---------- | --------------- | --------------- | --------------- | ------------------ | ------------------ | ------------------ | ----------- | ----------- | ----------- | ------ | ------ |
| 2019-2020       | Odisha            | ISL             | 3          | 0          | SC              | -               | -               | -                  | -                  | -                  | -           | -           | -           | 3      | 0      |
| 2020-2021       | Chennaiyin        | ISL             | 4          | 0          | -               | -               | -               | -                  | -                  | -                  | -           | -           | -           | 4      | 0      |
| 2021-2022       | RoundGlass Punjab | IL              | 10         | 0          | SC              | 0               | 0               | -                  | -                  | -                  | -           | -           | -           | 10     | 0      |
| Totale carriera | Totale carriera   | Totale carriera | 17         | 0          |                 | 0               | 0               |                    | -                  | -                  |             | -           | -           | 17     | 0      |

### Cronologia presenze e reti in nazionale
| Cronologia completa delle presenze e delle reti in nazionale ― India | Cronologia completa delle presenze e delle reti in nazionale ― India | Cronologia completa delle presenze e delle reti in nazionale ― India | Cronologia completa delle presenze e delle reti in nazionale ― India | Cronologia completa delle presenze e delle reti in nazionale ― India | Cronologia completa delle presenze e delle reti in nazionale ― India | Cronologia completa delle presenze e delle reti in nazionale ― India | Cronologia completa delle presenze e delle reti in nazionale ― India |
| Data                                                                 | Città                                                                | In casa                                                              | Risultato                                                            | Ospiti                                                               | Competizione                                                         | Reti                                                                 | Note                                                                 |
| -------------------------------------------------------------------- | -------------------------------------------------------------------- | -------------------------------------------------------------------- | -------------------------------------------------------------------- | -------------------------------------------------------------------- | -------------------------------------------------------------------- | -------------------------------------------------------------------- | -------------------------------------------------------------------- |
| 16-6-2015                                                            | Hagåtña                                                              | Guam                                                                 | 2 – 1                                                                | India                                                                | Qual. Mondiali 2018                                                  | -                                                                    |                                                                      |
| 8-10-2015                                                            | Ashgabat                                                             | Turkmenistan                                                         | 2 – 1                                                                | India                                                                | Qual. Mondiali 2018                                                  | -                                                                    | 46’                                                                  |
| 24-3-2016                                                            | Teheran                                                              | Iran                                                                 | 4 – 0                                                                | India                                                                | Qual. Mondiali 2018                                                  | -                                                                    | 64’                                                                  |
| Totale                                                               |                                                                      | Presenze                                                             | 3                                                                    |                                                                      | Reti                                                                 | 0                                                                    |                                                                      |

## Palmarès

### Club

#### Competizioni nazionali
- Coppa della Federazione: 1

 Bengaluru: 2016-2017

### Nazionale
- SAFF Championship: 1

2015